# 王質 (唐朝)
王質（？—836年），字華卿。絳州龍門（今山西省河津縣東南）人。
得姓自周灵王太子晋。王通（文中子）後人，寓居寿州寿春（今安徽省寿县），力耕以养母。元和十年（815年）甲科状元，授秘书省正字，歷官侍御史、山南西道節度副使，大和七年（833年）召为给事中，十二月权知河南尹。大和八年（834年）拜宣歙觀察使兼御使中丞，政绩卓著。开成元年（836年）十二月病卒。赠左散骑常侍。

## 延伸阅读
[在维基数据编辑]
 《舊唐書/卷163》，出自刘昫《舊唐書》
 《新唐書·卷164》，出自《新唐書》